# خوتان
خوتان هي مدينة من مدن الصين. يبلغ عدد سكانها 322,330 نسمة وذلك حسب إحصائيات سنة 2010م. يبلغ ارتفاعها عن سطح البحر قرابة 1382 متر. تبلغ مساحتها 85035 كم²..

## المناخ
يظهر الجدول التالي التغييرات المناخية على مدار السنة لخوتان:
| البيانات المناخية لـخوتان                   | البيانات المناخية لـخوتان | البيانات المناخية لـخوتان | البيانات المناخية لـخوتان | البيانات المناخية لـخوتان | البيانات المناخية لـخوتان | البيانات المناخية لـخوتان | البيانات المناخية لـخوتان | البيانات المناخية لـخوتان | البيانات المناخية لـخوتان | البيانات المناخية لـخوتان | البيانات المناخية لـخوتان | البيانات المناخية لـخوتان | البيانات المناخية لـخوتان |
| الشهر                                       | يناير                     | فبراير                    | مارس                      | أبريل                     | مايو                      | يونيو                     | يوليو                     | أغسطس                     | سبتمبر                    | أكتوبر                    | نوفمبر                    | ديسمبر                    | المعدل السنوي             |
| ------------------------------------------- | ------------------------- | ------------------------- | ------------------------- | ------------------------- | ------------------------- | ------------------------- | ------------------------- | ------------------------- | ------------------------- | ------------------------- | ------------------------- | ------------------------- | ------------------------- |
| متوسط درجة الحرارة الكبرى °م (°ف)           | 0.8 (33.4)                | 5.9 (42.6)                | 14.8 (58.6)               | 23.5 (74.3)               | 27.6 (81.7)               | 31.0 (87.8)               | 32.4 (90.3)               | 31.4 (88.5)               | 27.2 (81.0)               | 20.2 (68.4)               | 11.1 (52.0)               | 2.6 (36.7)                | 19.0 (66.3)               |
| متوسط درجة الحرارة الصغرى °م (°ف)           | −9 (16)                   | −4.4 (24.1)               | 3.0 (37.4)                | 10.2 (50.4)               | 14.6 (58.3)               | 17.7 (63.9)               | 19.3 (66.7)               | 18.3 (64.9)               | 13.5 (56.3)               | 6.0 (42.8)                | −0.9 (30.4)               | −7.1 (19.2)               | 6.8 (44.2)                |
| الهطول مم (إنش)                             | 1.6 (0.06)                | 2.0 (0.08)                | 1.3 (0.05)                | 1.5 (0.06)                | 6.6 (0.26)                | 8.2 (0.32)                | 5.7 (0.22)                | 4.9 (0.19)                | 1.8 (0.07)                | 1.3 (0.05)                | 0.1 (0.00)                | 1.5 (0.06)                | 36.5 (1.42)               |
| متوسط أيام هطول الأمطار (≥ 0.1 mm)          | 2.0                       | 1.7                       | 0.7                       | 1.1                       | 1.9                       | 2.6                       | 2.9                       | 1.8                       | 0.8                       | 0.3                       | 0.3                       | 1.2                       | 17.3                      |
| متوسط الرطوبة النسبية (%)                   | 54                        | 46                        | 35                        | 29                        | 35                        | 38                        | 43                        | 45                        | 44                        | 43                        | 45                        | 55                        | 43                        |
| ساعات سطوع الشمس الشهرية                    | 167.8                     | 163.9                     | 185.8                     | 208.3                     | 234.5                     | 253.2                     | 242.5                     | 231.2                     | 240.0                     | 260.5                     | 221.1                     | 178.2                     | 2٬587                     |
| نسبة وصول أشعة الشمس                        | 55                        | 54                        | 50                        | 53                        | 54                        | 58                        | 54                        | 55                        | 65                        | 75                        | 72                        | 60                        | 58                        |
| المصدر: China Meteorological Administration |                           |                           |                           |                           |                           |                           |                           |                           |                           |                           |                           |                           |                           |

## معرض صور

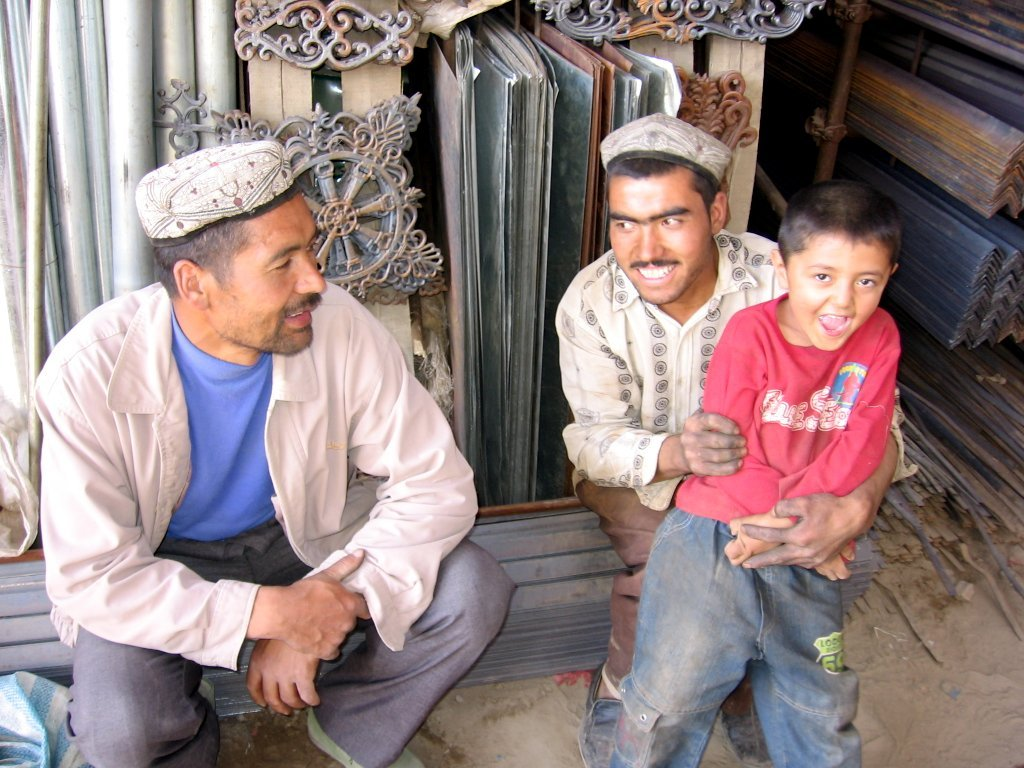
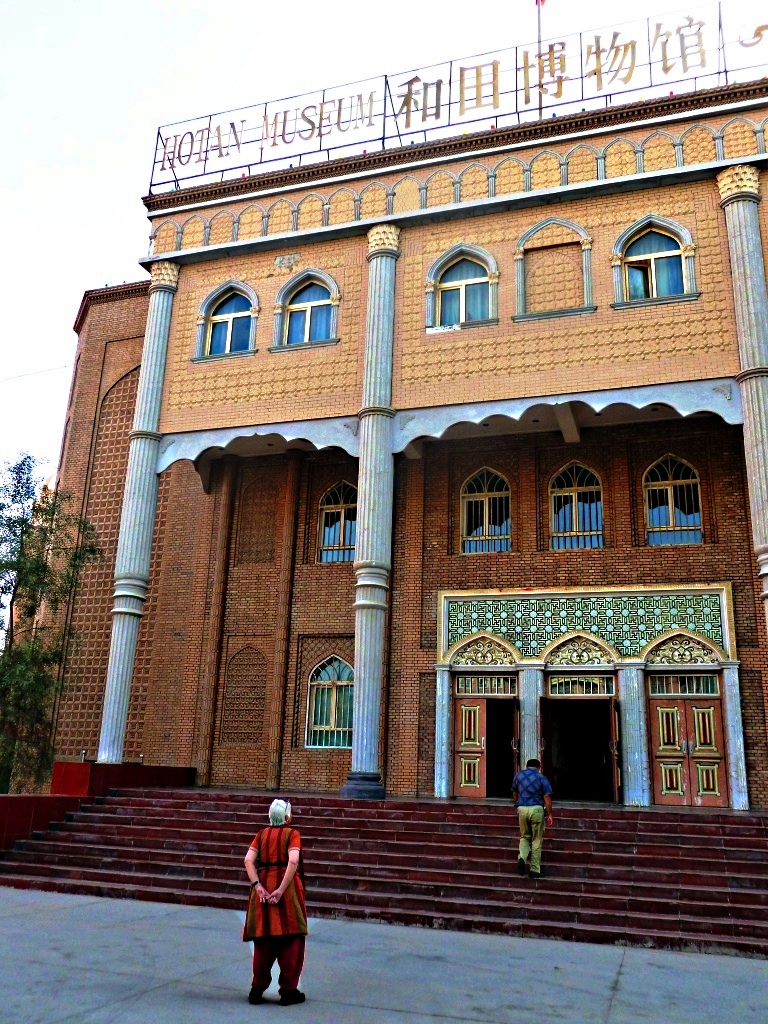
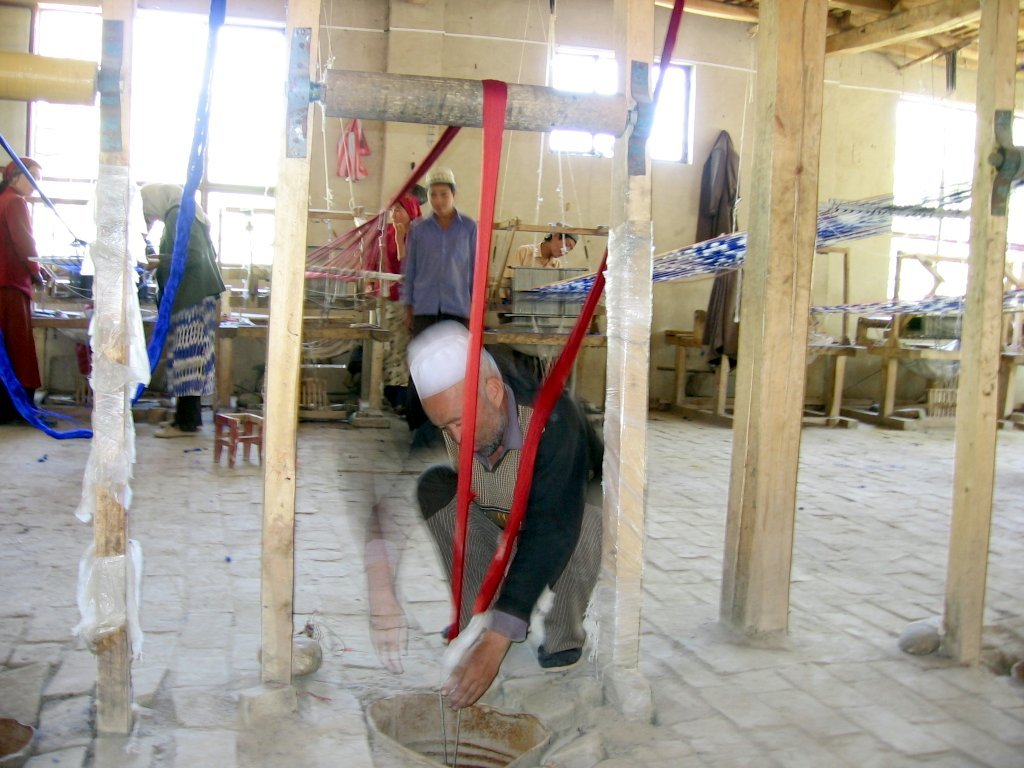
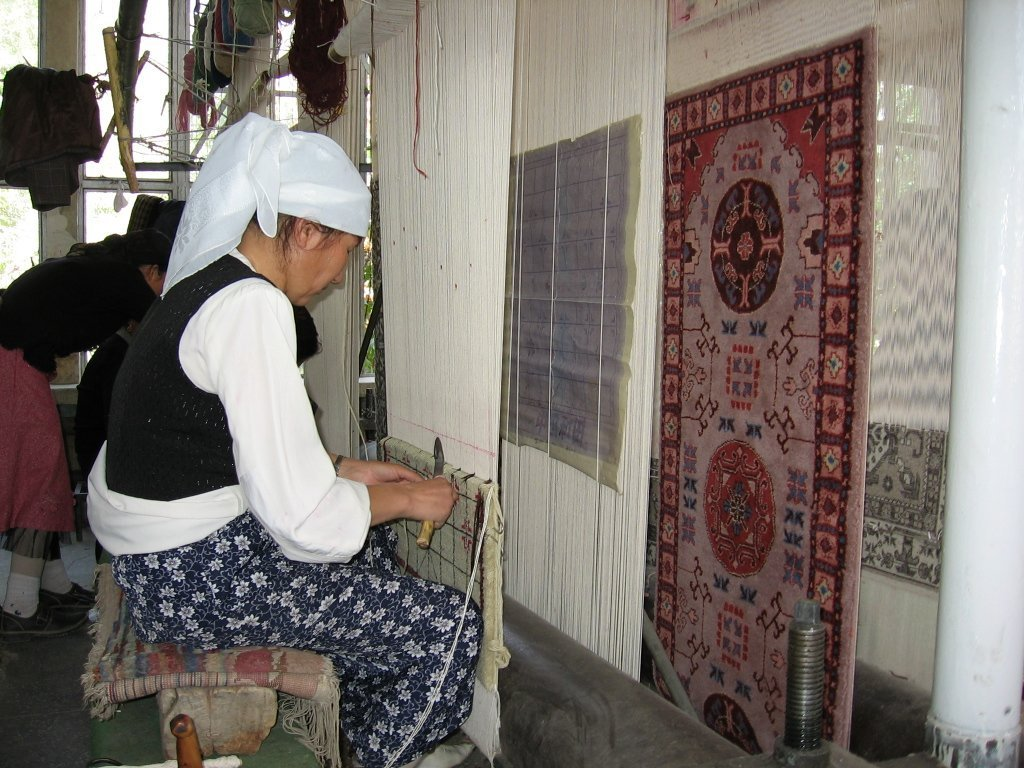
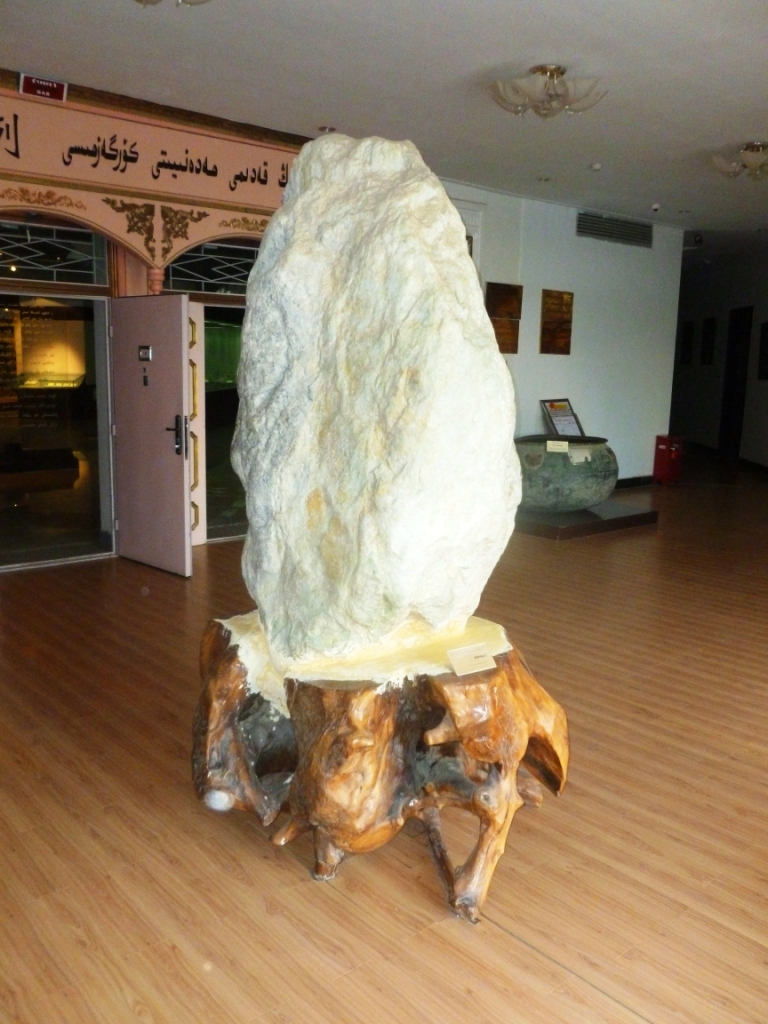
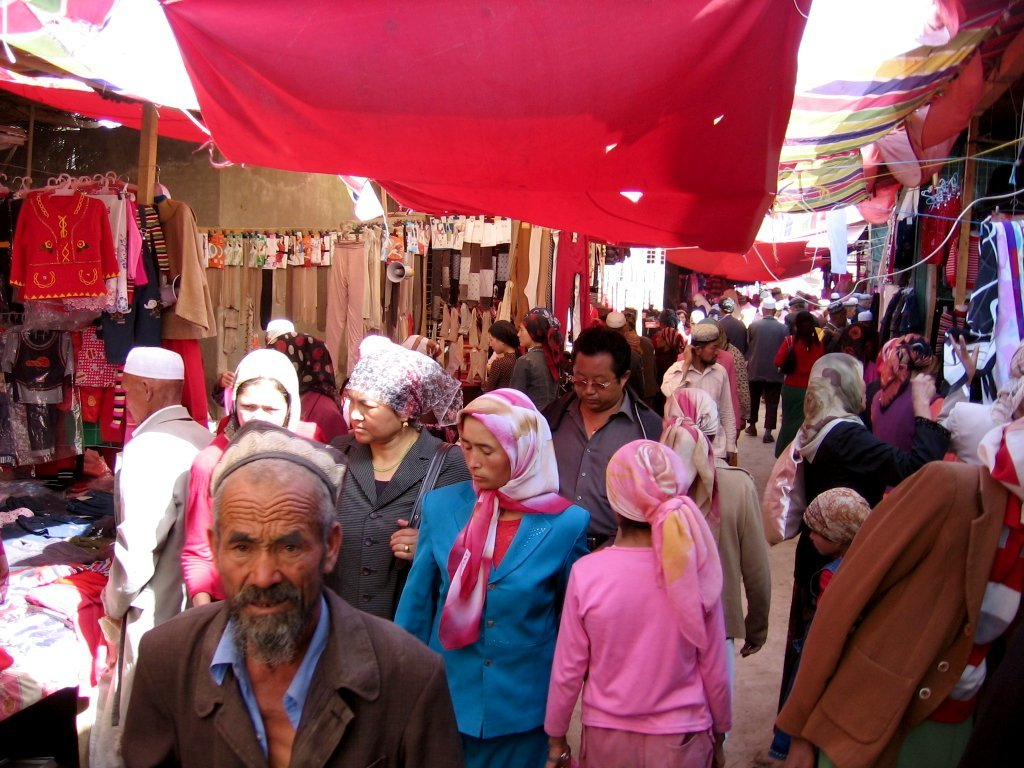

## أعلام
- محمد أمين بوغرا
- نور أحمد جان بوغرا
- عبد الله بوغرا

## وصلات خارجية
- الموقع الرسمي